# Markus Graskamp
Markus Graskamp (* 22. September 1970) ist ein deutscher Fußballtrainer und ehemaliger Fußballspieler.

## Werdegang

### Spieler
Der Mittelfeldspieler begann seine Karriere in der Jugendabteilung des FC Gütersloh und rückte im Jahre 1989 in den Kader der ersten Mannschaft auf. Mit dieser stieg er am Ende der Saison 1989/90 aus der Oberliga Westfalen ab und schaffte ein Jahr später den direkten Wiederaufstieg. Für die Gütersloher absolvierte er 29 Spiele, in denen er ohne Torerfolg blieb. Später spielte er noch für die SpVg Beckum und den SV Lippstadt 08 in der Oberliga Westfalen. Für die Lippstädter absolvierte er 111 Oberligaspiele und erzielte 27 Tore.

### Trainer
Nach seiner aktiven Karriere trainierte Graskamp von 2003 bis 2007 den Landesligisten TSV Victoria Clarholz. Es folgten drei Jahre beim Bezirksligisten FSC Rheda. Im Sommer 2010 übernahm Markus Graskamp die in der 2. Bundesliga Nord spielende Frauenmannschaft des FSV Gütersloh 2009. Mit den Gütersloherinnen stieg er in der Saison 2011/12 in die Bundesliga auf und in der folgenden Saison 2012/13 als Tabellenletzter wieder ab. Nach einer längeren Pause wirkte Graskamp im Frühjahr 2018 als Co-Trainer bei den Männern des TSV Victoria Clarholz sowie als Interimstrainer der Frauen des FSV Gütersloh 2009. Im Sommer 2018 wurde Graskamp sportlicher Leiter beim FSV Gütersloh 2009. Im März 2025 übernahm er erneut interimistisch das Traineramt bis zum Ende der Saison 2024/25.